# ريسفيراترول
ريسفيراترول  هو مركب كيميائي من مركبات الستلبينويد، وهي نوع من الفينولات الطبيعية. ينتج المركب طبيعياً في النباتات عند تعرضها للإصابة أو لخطر العوامل الممرضة مثل البكتريا أو الفطريات، وذلك كوسيلة دفاعية، وتسمى هذه النوعية من المركبات بسبب أدائها الوظيفي باسم فيتوالكسين.

## الوفرة الطبيعية
يوجد المركب في قشور العنب والتوت والتوت الأزرق والعليق؛ وكذلك في نبات عنب الثور.
وهي تحمي من الأشعة فوق البنفسجية، وهي مادة مضادة للأكسدة وتحمي الجلد من الشيخوخة والتجعد والترهل. وهذه المادة أيضا لها تأثير ضد الأورام السرطانية الجلدية وسرطان المعدة فينصح في حال الإصابة بسرطان المعدة بأكل العنب مع قشره.

## اقرأ أيضاً
- فينولات